# Emin Quliyev
Emin Quliyev (12 aprile 1977) è un ex calciatore azero, di ruolo centrocampista.

## Carriera

### Club
Ha giocato nella massima serie dei campionati azero, bulgaro e russo.

### Nazionale
Debutta nel 2000 con la nazionale azera, giocando 49 partite fino al 2008.